# CEFACT
UN/CEFACT steht für United Nations Centre for Trade Facilitation and Electronic Business, d. h. Zentrum der Vereinten Nationen für Handelserleichterungen und elektronische Geschäftsprozesse. Die Abkürzung CEFACT kommt vom ursprünglichen französischen Namen Centre pour la facilitation des procédures et des pratiques dans l’administration, le commerce et les transports, was in etwa mit Zentrum für die Erleichterung der Prozeduren und Praktiken in Verwaltung, Handel und Transport übersetzt werden kann.
CEFACT wurde 1996 ins Leben gerufen, ist der UNECE angegliedert und hat wie diese ihren Sitz in Genf. Mitglieder sind UNO-Mitgliedstaaten, zwischenstaatliche Organisationen (wie die EU) sowie Industrie- und Handelsverbände. Ziel von CEFACT ist die Förderung, Vereinfachung und Harmonisierung des internationalen Handels.
CEFACT ist u. a. verantwortlich für den internationalen Datenstandard EDIFACT und einer der Initiatoren von ebXML.